# Monachil
Monachil település Spanyolországban, Granada tartományban. Monachil Cájar, Huétor Vega, Cenes de la Vega, Pinos Genil, Güéjar Sierra, Capileira, Dílar és La Zubia községekkel határos. Lakosainak száma 8608 fő (2024).

## Népesség
A település népessége az elmúlt években az alábbi módon változott:
| Lakosok száma | 5320 | 5765 | 6289 | 6967 | 7399 | 7398 | 7681 | 7939 | 8137 | 8608 |
|               | 2001 | 2004 | 2006 | 2009 | 2011 | 2014 | 2016 | 2019 | 2021 | 2024 |